# (73933) 1997 RW1
(73933) 1997 RW1 – planetoida z pasa głównego asteroid okrążająca Słońce w ciągu 5,6 lat w średniej odległości 3,15 j.a. Odkryta 3 września 1997 roku.